# Pustków (Subkarpaten)
Pustków is een dorp in de Poolse woiwodschap Subkarpaten. De plaats maakt deel uit van de gemeente Dębica en telt 2 925 inwoners.

## Kamp Pustków
Het nabijgelegen Kamp Pustków, een voormalig concentratiekamp uit de Tweede Wereldoorlog, is vernoemd naar dit dorp.